# Ribeira Afonso
Ribeira Afonso est une localité de Sao Tomé-et-Principe située sur la côte est de l'île de Sao Tomé, dans le district de Cantagalo.

## Climat
Ribeira Afonso est doté d'un climat tropical de type As selon la classification de Köppen, avec des précipitations bien plus importantes en hiver qu'en été et une température moyenne annuelle de 25,3 °C.

## Population
Lors du recensement de 2001, Ribeira Afonso comptait 1 422 habitants. À partir de ces données, la population a été estimée à 1 621 personnes pour 2008.

## Culture
À Ribeira Afonso, une dévotion particulière entoure santo Isidoro, le saint patron du village, fêté localement le 10 janvier et qui fait l'objet d'un pèlerinage. Cet anniversaire marque le début des fêtes populaires de l'Église catholique dans l'archipel. L'église qui se trouve à l'extrémité de la plage lui est consacrée. Un nouvel édifice est en projet. Ces travaux de construction pourraient faire partie des mesures soutenues par la Banque mondiale dans le cadre du projet d'adaptation au changement climatique, car ce village, situé au niveau de la mer, est directement menacé.